# Пордяну
Пордяну (рум. Pordeanu) — село у повіті Тіміш в Румунії. Входить до складу комуни Беба-Веке.
Село розташоване на відстані 484 км на північний захід від Бухареста, 77 км на північний захід від Тімішоари.

## Населення
За даними перепису населення 2002 року у селі проживали 78 осіб.
Національний склад населення села:
| Національність | Кількість осіб | Відсоток |
| -------------- | -------------- | -------- |
| угорці         | 52             | 66,7%    |
| румуни         | 26             | 33,3%    |

Рідною мовою назвали:
| Мова      | Кількість осіб | Відсоток |
| --------- | -------------- | -------- |
| угорська  | 51             | 65,4%    |
| румунська | 27             | 34,6%    |